# Свалявский район

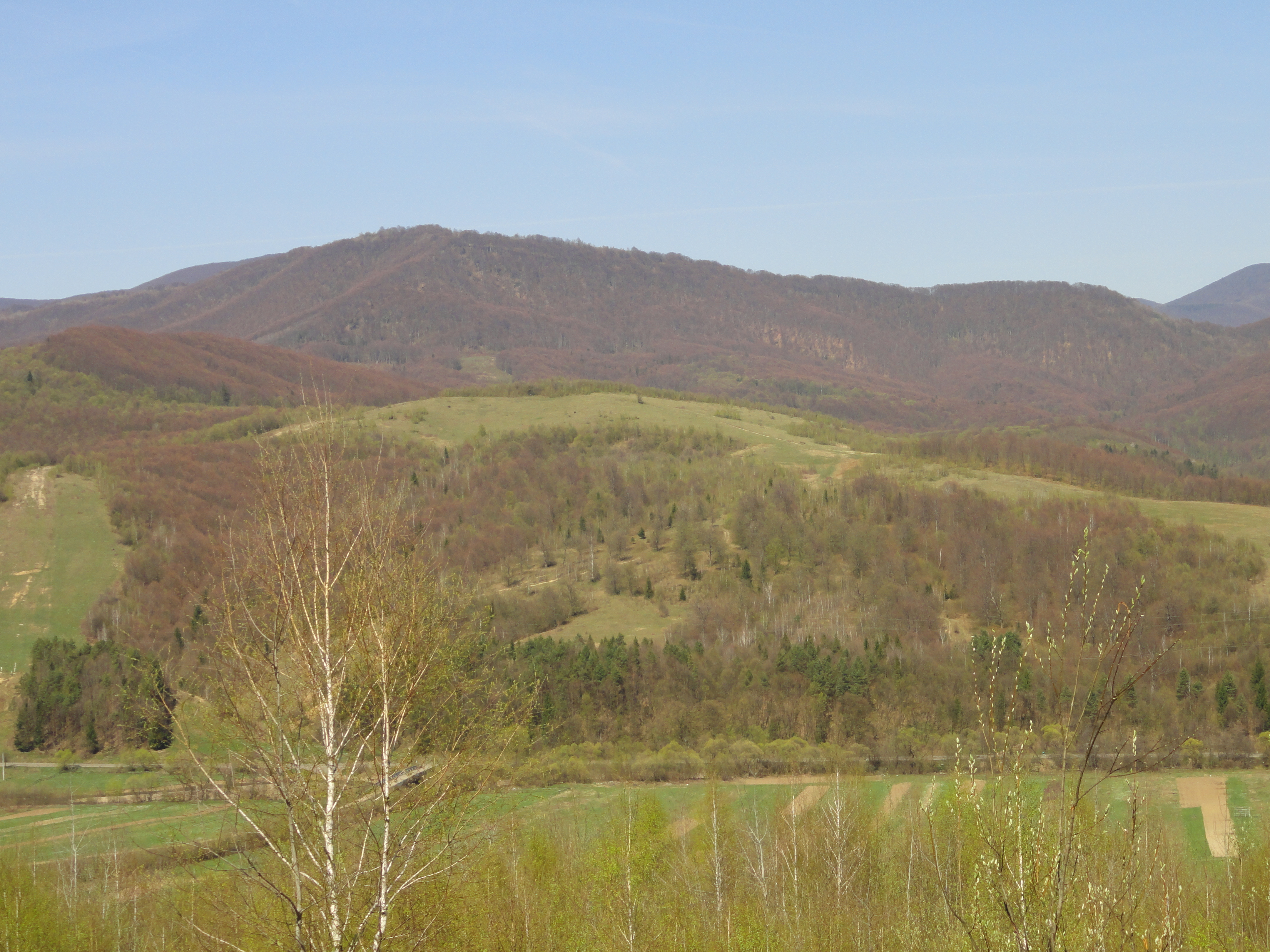

Сваля́вский райо́н (укр. Свалявський район) — упразднённая административная единица в центре Закарпатской области Украины. Административный центр — город Свалява.

## География
Площадь 673 км².
Основные реки — Латорица, Веча, Свалявка, Пыня, Боржава.
Район граничит на севере с Воловецким, на юге — с Иршавским, на западе — с Перечинским и Мукачевским, на востоке — с Межгорским районами Закарпатской области.

## История
Район образован 9 ноября 1953 г.

## Демография
Население района составляет 54 869 человек (данные 2006 г.), в том числе в городских условиях проживают около 16 983 человек. Всего насчитывается 29 населённых пунктов.
По данным всеукраинской переписи населения 2001 года в районе проживало 54,9 тысяч человек (98,9 % по отношению к переписи 1989 года), из них русских — 0,9 тысяч человек (1,5 % от всего населения), венгры — 0,4 тысяч человек (0,7 %), словаки — 0,4 тысячи человек (0,6 %).

## Административное устройство
Количество советов:
- городских — 1
- сельских — 13

Количество населённых пунктов:
- городов районного значения — 1
- сёл — 28.

## Административный аппарат
Голова районной государственной администрации:
- Тарабий Роман Васильевич

Голова районной рады:
- Ливч Мирослава Михайловна